# Pieter Bernagie
Pieter Bernagie (Breda, 2 juli (gedoopt) 1656 – Amsterdam, 28 november 1699) was een zeventiende-eeuwse arts en hoogleraar in de geneeskunde in Amsterdam. Daarnaast was hij toneelschrijver en zat hij vanaf 1688 in het bestuur van de Schouwburg van Van Campen. In 1693 werd hij directeur.

## Biografie
Pieter Bernagie werd in 1656 geboren als de zoon van Sebastiaen Bernagie en Anna Cornelia Nuyts. Zijn vader, een Bredase brouwer en tevens een zogenaamde weesmeester, behoorde tot een invloedrijke regentenfamilie. Zijn moeder was afkomstig uit Hulst en was familie van de dichter Pieter Nuyts.
Pieter Bernagie studeerde geneeskunde aan de Universiteit van Harderwijk. Hij vestigde zich als arts in Amsterdam. Zijn echtgenote Margaretha van Neekel overleed in 1686. Het jaar erna ging Bernagie onderwijs geven ("chirurgicale lessen") en in 1692 werd hij hoogleraar in de geneeskunde aan het Atheneum Illustre. In datzelfde jaar hertrouwde hij met Elisabeth Nunnink. Vanaf 1698 werd hij stadsgeneesheer. Een jaar later overleed hij.
Vanaf 1688 zat hij tevens in het bestuur van de schouwburg. In 1693 werd hij daar directeur, samen met de Amsterdamse dichter en toneelschrijver Joan Pluimer.

## Schrijverschap
Pieter Bernagie schreef 14 treur-, blij-, en kluchtspelen. Het bekendst waren Huwelykenstaat en Belagchlyke Jonker. Zijn drie treurspelen schreef hij in Frans-classicistische stijl. Deze werden gedurende een eeuw steeds opnieuw opgevoerd. Verder schreef hij voornamelijk moraliserende kluchtspelen in een zeer vrije dichtvorm. Alle kluchten werden voor het eerst opgevoerd in de periode 1684 tot 1686. Ze werden uitgegeven onder de Latijnse zinspreuk "Latet quoque utilitas".
Met Thomas Asselijn (1620-1701) en Abraham Alewijn (1664-1721) wordt Pieter Bernagie gerekend tot de drie bekendste kluchtschrijvers van zijn tijd (de tweede helft zeventiende eeuw). In het Stedelijk Gymnasium Breda, de voortzetting van de oude Latijnse school, is nog een aan Bernagie gewijde gedenksteen te vinden.

## Publicaties
- De Huwelyken Staat (klucht), 1684
- De belachelyke Jonker (klucht), 1684
- Het studente-leven (klucht), 1684
- Constantinus de Groote, Eerste Christen' Keiser (treurspel), 1684
- Het betaald bedrog (klucht), 1684
- De Ontrouwe Kantoorknecht, en Lichtvaardige Dienstmaagd (klucht), 1685
- Paris en Helene (treurspel), 1685
- De Romanzieke Juffer (klucht), 1685
- Het huwelijk sluijten (blijspel), 1685
- De goê Vrouw (klucht), 1686;
- De Debauchant (blijspel), 1686
- Arminius, Beschermer der Duytsche Vryheid (treurspel), 1686
- De ontrouwe voogd (klucht), 1686.
- De Mode (zinnespel), 1698